# Fred Williamson
Fred Williamson (Gary, Indiana, 5 de marzo de 1938) es un actor y  exjugador de fútbol americano estadounidense.
Aparece principalmente en películas de acción. Una estrella de la blaxploitation en la década de 1970, interpreta papeles en numerosas películas de la cine B, en los Estados Unidos, pero también en Europa.

## Filmografía
- MASH (1970)
- Tell Me That You Love Me, Junie Moon (1970)
- Hammer (1972)
- The Legend of Nigger Charley (1972)
- The Soul of Nigger Charley (1973)
- Black Caesar (1973)
- Hell Up in Harlem 1973)
- That Man Bolt (1973)
- Three the Hard Way (1974)
- Black Eye (1974)
- Mean Johnny Barrows (1974)
- Crazy Joe (1974)
- Three Tough Guys (1974)
- Bucktown (1975)
- Take a Hard Ride (1975)
- Boss Nigger (1975)
- Adiós Amigo (1976)
- Death Journey (1976)
- Joshua (1976)
- No Way Back (1976)
- Mr. Mean (1977)
- The Inglorious Bastards (1977)
- Blind Rage (1978)
- Fist of Fear, Touch of Death (1980)
- The New Barbarians (1983)
- 1990: The Bronx Warriors (1982)
- One Down,Two To Go (1982)
- Vigilante (1983)
- Warrior of the Lost World (1983)
- Deadly Impact (1984)
- White Fire (1985)
- Fox Trap (1986)
- Black Cobra (1987)
- The Messenger (1987)
- Black Cobra 2 (1988)
- Black Cobra 3 (1990)
- Three Days to a Kill (1991)
- South Beach (1993)
- From Dusk Till Dawn (1996)
- Original Gangstas (1996)
- Ride (1998)
- Carmen: A Hip Hopera (2001)
- Starsky & Hutch (2004)
- Interpolated! (2006)
- Resist Evil Part Two: God is Missing! Let us Quest for God! (2008)
- Resist Evil Part Three: Don't Stop or We'll Die (2008)
- Blending some Green Part 1 (2008)
- Spaced Out (2009)
- Zombie Apocalypse: Redemption (2010)
- Last Ounce of Courage (2012)
- Atomic Eden (2015)